# شيلدون جاكسون
شيلدون جاكسون (27 سبتمبر 1986 في الهند - ) هو لاعب كريكت هندي. لعب مع كلكتا نايت رايدرز ورويال تشالنجرز بنغالور وSaurashtra cricket team ‏.

## وصلات خارجية
- شيلدون جاكسون على موقع إي آس بي آن كريك إنفو (الإنجليزية)